# Chloroclystis deletarius
Chloroclystis deletarius là một loài bướm đêm trong họ Geometridae.